# Périgord Pourpre

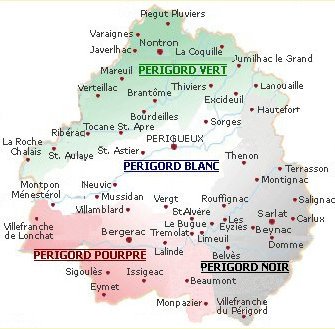
Ligging van de Périgord Pourpre in de Périgord

Périgord Pourpre (Paars-Périgord) is een deel van het departement Dordogne in Frankrijk in de voormalige provincie Périgord.
Bekende plaatsen zijn:
- Beaumont-du-Périgord
- Bergerac
- Eymet
- Issigeac
- La Force
- Lalinde
- Le Buisson-de-Cadouin
- Cadouin
- Monpazier
- Sainte-Alvère